# Pygmodeon m-littera
Pygmodeon m-littera es una especie de escarabajo longicornio del género Pygmodeon, tribu Neoibidionini, subfamilia Cerambycinae. Fue descrita científicamente por Martins en 1962.
La especie se mantiene activa durante el mes de octubre.

## Descripción
Mide 9-12,8 milímetros de longitud.

## Distribución
Se distribuye por Bolivia, Brasil y Perú.